# Ченстково (Косьцерський повіт)
Ченстково (пол. Częstkowo) — село в Польщі, у гміні Косьцежина Косьцерського повіту Поморського воєводства.
Населення — 112 осіб (2011).
У 1975-1998 роках село належало до Гданського воєводства.

## Демографія
Демографічна структура станом на 31 березня 2011 року:
|          | Загалом | Допрацездатний вік | Працездатний вік | Постпрацездатний вік |
| -------- | ------- | ------------------ | ---------------- | -------------------- |
| Чоловіки | 58      | 19                 | 38               | 1                    |
| Жінки    | 54      | 17                 | 28               | 9                    |
| Разом    | 112     | 36                 | 66               | 10                   |